# Penthea obscura
Penthea obscura är en skalbaggsart som beskrevs av Stefan von Breuning 1961. Penthea obscura ingår i släktet Penthea och familjen långhorningar. Inga underarter finns listade i Catalogue of Life.